# Абаконово (Тверская область)
Абаконово — деревня в Западнодвинском районе Тверской области. Входит в состав Западнодвинского сельского поселения.

## История
До 2005 года деревня входила в состав ныне упразднённого Хотинского сельского округа.

## География
Деревня расположена на трассе М9 Москва — Рига в 9 километрах к северо-востоку от районного центра, города Западная Двина. Ближайшим населённым пунктом является деревня Белейка.
Недалеко от деревни находится поворот с трассы на Западную Двину.
Часовой пояс
Деревня Абаконово, как и вся Тверская область, находится в часовой зоне МСК (московское время). Смещение применяемого времени относительно UTC составляет +3:00.

## Население
| 2010 |
| ---- |
| 41   |

Население по переписи 2002 года — 54 человека.
Национальный состав
Согласно результатам переписи 2002 года, в национальной структуре населения русские составляли 100 % от жителей.